# Софі Ленг їде на захід
Софі Ленг їде на захід (англ. Sophie Lang Goes West) — американська кримінальна мелодрама режисера Чарльза Райснера 1937 року.

## У ролях
- Гертруда Майкл — Софі Ленґ
- Лі Боуман — Едді Роллін
- Сандра Сторм — Гельга Рома
- Бастер Краббе — Стів Клейсон
- Барлоу Борланд — Арчі Банкс
- К. Генрі Ґордон — султан
- Джед Пруті — Дж. Г. Блейн
- Рафаель Сторм — Лей
- Фред Міллер — поліцейський
- Герберт Ренсом — поліцейський